# Conservação da vida selvagem

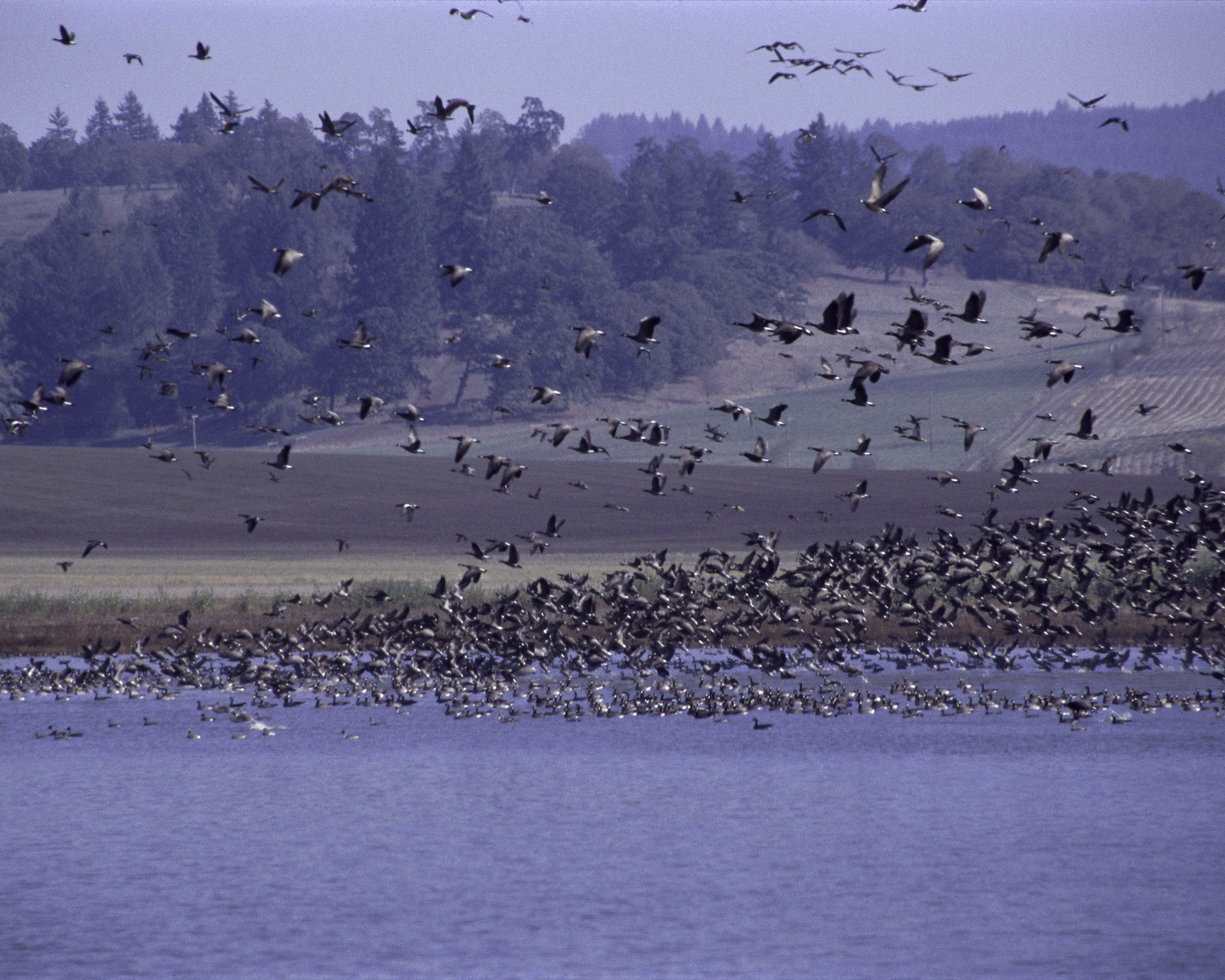
Refúgio de Vida Selvagem de Ankeny, no Oregon.

A conservação da vida selvagem refere-se à prática de proteger espécies selvagens e seus habitats para manter espécies ou populações de vida selvagem saudáveis e restaurar, proteger ou melhorar os ecossistemas naturais. As principais ameaças à vida selvagem incluem a destruição do habitat, a degradação, a fragmentação, a sobre-exploração, a caça furtiva, a poluição, as mudanças climáticas e o comércio ilegal de animais selvagens. A IUCN estima que 42.100 espécies das avaliadas estão em risco de extinção. Expandindo para todas as espécies existentes, um relatório da ONU de 2019 sobre biodiversidade colocou essa estimativa ainda mais alta, em um milhão de espécies. Também está sendo reconhecido que um número crescente de ecossistemas na Terra contendo espécies ameaçadas está desaparecendo. Para tratar desses problemas, houve esforços governamentais nacionais e internacionais para preservar a vida selvagem da Terra. Entre os principais acordos de conservação estão a Convenção sobre o Comércio Internacional das Espécies Silvestres Ameaçadas de Extinção (CITES), de 1973, e a Convenção sobre Diversidade Biológica (CBD), de 1992. Há também várias organizações não governamentais (ONGs) dedicadas à conservação, como a The Nature Conservancy, a World Wide Fund for Nature e a Conservation International.

## Ameaças à vida selvagem

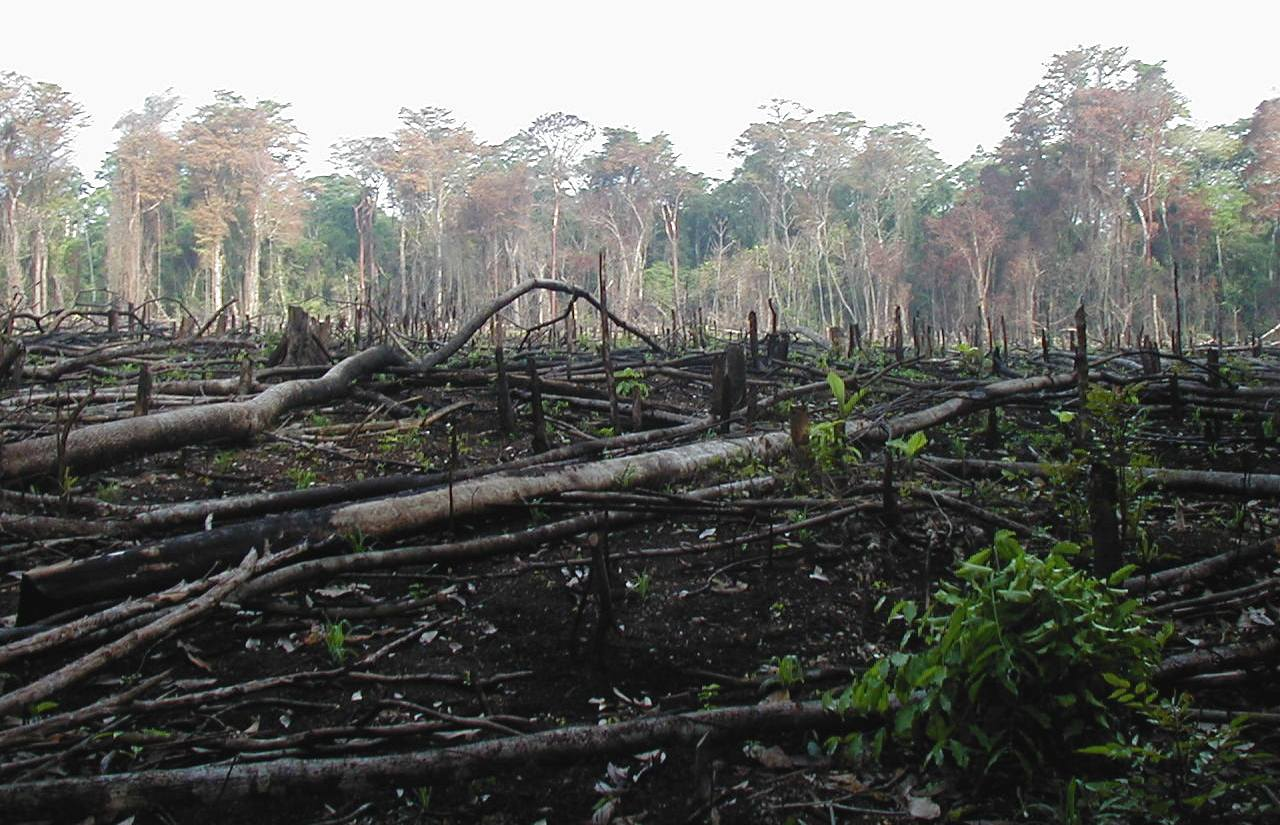
Uma floresta queimada para agricultura no sul do México.

### Destruição do habitat
A destruição do habitat diminui o número de locais onde a vida selvagem pode viver. A fragmentação do habitat rompe uma área contínua de habitat, muitas vezes dividindo grandes populações de animais selvagens em várias populações menores. A destruição e a fragmentação do habitat causadas pelo homem são os principais fatores de declínio e extinção de espécies. Os principais exemplos de destruição de habitat induzida pelo homem incluem o desmatamento, a expansão agrícola [en] e a urbanização. A destruição e a fragmentação do habitat podem aumentar a vulnerabilidade das populações de animais selvagens, reduzindo o espaço e os recursos disponíveis para eles e aumentando a probabilidade de conflito com os seres humanos. Além disso, a destruição e a fragmentação criam habitats menores. Habitats menores suportam populações menores, e populações menores têm maior probabilidade de serem extintas. A pandemia de COVID-19 causou uma mudança significativa no comportamento humano, resultando em limitações obrigatórias e voluntárias de movimento. Como resultado, as pessoas começaram a utilizar espaços verdes com mais frequência, que antes eram habitats para a vida selvagem. Infelizmente, esse aumento da atividade humana causou a destruição do habitat natural de várias espécies.

### Desmatamento
Desmatamento é a derrubada de florestas propositalmente. O desmatamento é uma causa da destruição do habitat induzida pelo homem, pois desmata os habitats de diferentes espécies no processo de remoção das árvores. O desmatamento costuma ser feito por vários motivos, geralmente para fins agrícolas ou para a extração de madeira, que é a obtenção de madeira para uso em construção ou combustível. O desmatamento causa muitas ameaças à vida selvagem, pois não só causa a destruição do habitat de muitos animais que sobrevivem nas florestas, já que mais de 80% das espécies do mundo vivem em florestas, mas também leva a mais mudanças climáticas. O desmatamento é uma preocupação principal nas florestas tropicais do mundo. As florestas tropicais, como a Amazônia, abrigam a maior biodiversidade de todos os biomas, o que faz com que o desmatamento seja um problema ainda mais prevalente, especialmente em áreas populosas, pois nessas áreas o desmatamento leva à destruição do habitat e à extinção de muitas espécies em uma única área. Algumas políticas foram promulgadas para tentar impedir o desmatamento em diferentes partes do mundo, como o Wilderness Act de 1964, que designou áreas selvagens específicas para serem protegidas.

### Sobre-exploração
A sobre-exploração é a coleta de animais e plantas em um ritmo mais rápido do que a capacidade de recuperação da espécie. Embora seja frequentemente associada à pesca predatória, a sobre-exploração pode se aplicar a muitos grupos, incluindo mamíferos, aves, anfíbios, répteis e plantas. O perigo da sobre-exploração é que, se muitos dos descendentes de uma espécie forem capturados, a espécie poderá não se recuperar. Por exemplo, a pesca predatória dos principais peixes predadores marinhos, como o atum e o salmão, no século passado, levou a um declínio no tamanho e no número de peixes.

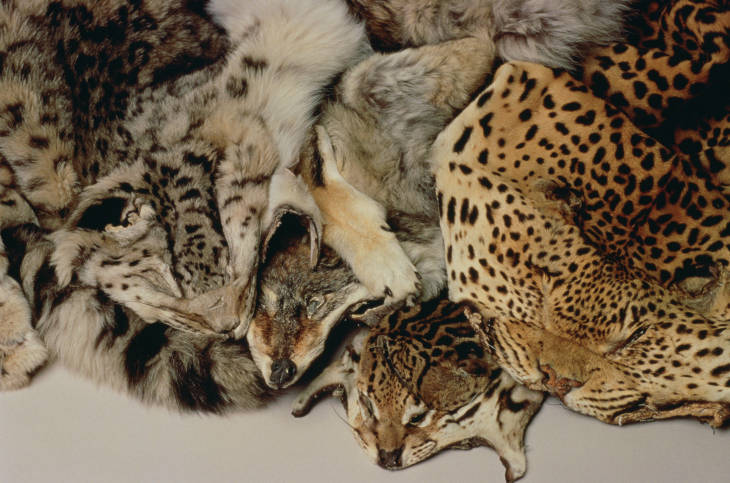
Peles de animais confiscadas do tráfico de animais selvagens.

### Caça furtiva
A caça furtiva para o tráfico de animais silvestres é uma grande ameaça a determinadas espécies, especialmente as ameaçadas de extinção, cujo status as torna economicamente valiosas. Essas espécies incluem muitos mamíferos de grande porte, como elefantes-africanos, tigres e rinocerontes (comercializados por suas presas, peles e chifres, respectivamente). Os alvos menos conhecidos da caça furtiva incluem a coleta de plantas e animais protegidos para lembranças, alimentos, peles, animais de estimação e outros. A caça furtiva faz com que populações já pequenas diminuam ainda mais, pois os caçadores tendem a visar espécies ameaçadas e em perigo de extinção devido à sua raridade e aos grandes lucros.

### Acidificação oceânica

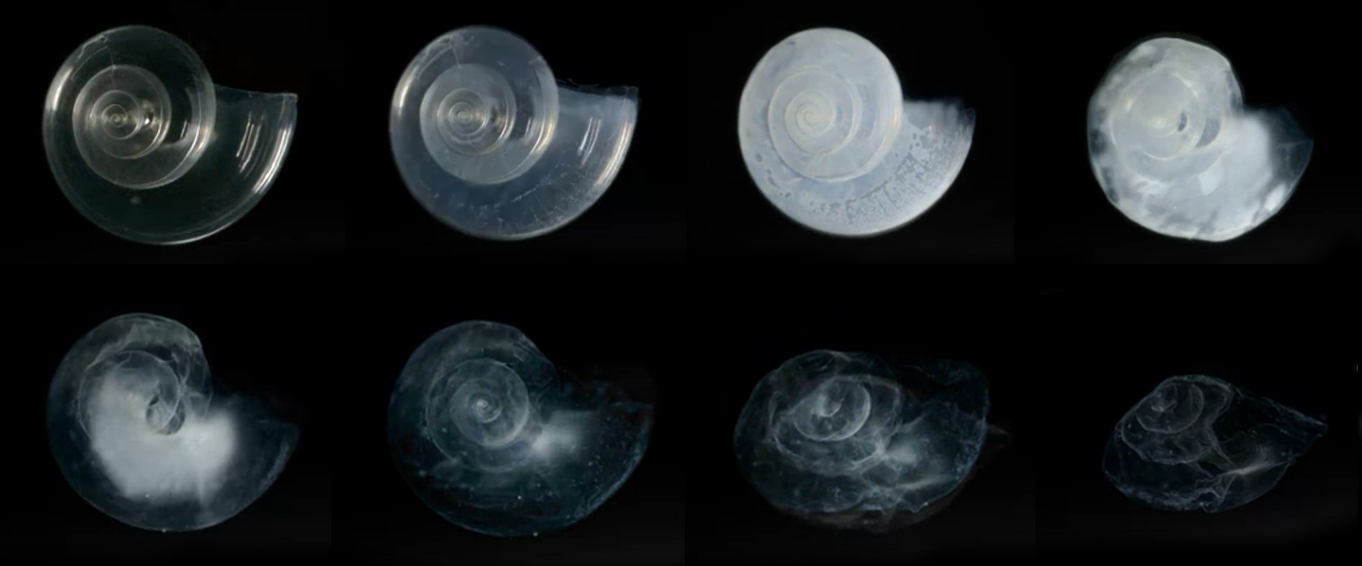
Concha de pterápode dissolvida em água do mar ajustada a uma química oceânica projetada para o ano 2100.

À medida que os níveis de dióxido de carbono aumentam a concentração na atmosfera, eles também aumentam no oceano. Normalmente, o oceano absorve o carbono da atmosfera, onde ele pode ser sequestrado nas profundezas do oceano e no fundo do mar; esse é um processo chamado de bomba biológica. O aumento das emissões de dióxido de carbono e o aumento da estratificação (que desacelera a bomba biológica) diminuem o pH do oceano, tornando-o mais ácido. Os organismos calcificadores, como os corais, são especialmente suscetíveis à diminuição do pH, o que resulta em eventos de branqueamento em massa, destruindo inevitavelmente o habitat de muitos dos habitantes dos corais. Pesquisas (conduzidas por meio de métodos como fósseis de corais e análise de carbono de núcleos de gelo antigos) sugerem que a acidificação oceânica ocorreu no passado geológico (mais provavelmente em um ritmo mais lento) e está relacionada a eventos de extinção passados.

### Culling
O culling é a matança deliberada e seletiva de animais selvagens pelos governos para diversos fins. Um exemplo disso é o culling de tubarões, no qual os programas de “controle de tubarões” em Queensland e Nova Gales do Sul (na Austrália) mataram milhares de tubarões, bem como tartarugas, golfinhos, baleias e outras formas de vida marinha. Somente o programa de “controle de tubarões” de Queensland matou cerca de 50.000 tubarões, além de mais de 84.000 animais marinhos. Também há exemplos de culling de populações nos Estados Unidos, como bisão em Montana e cisnes, gansos e veados em Nova York e outros lugares.

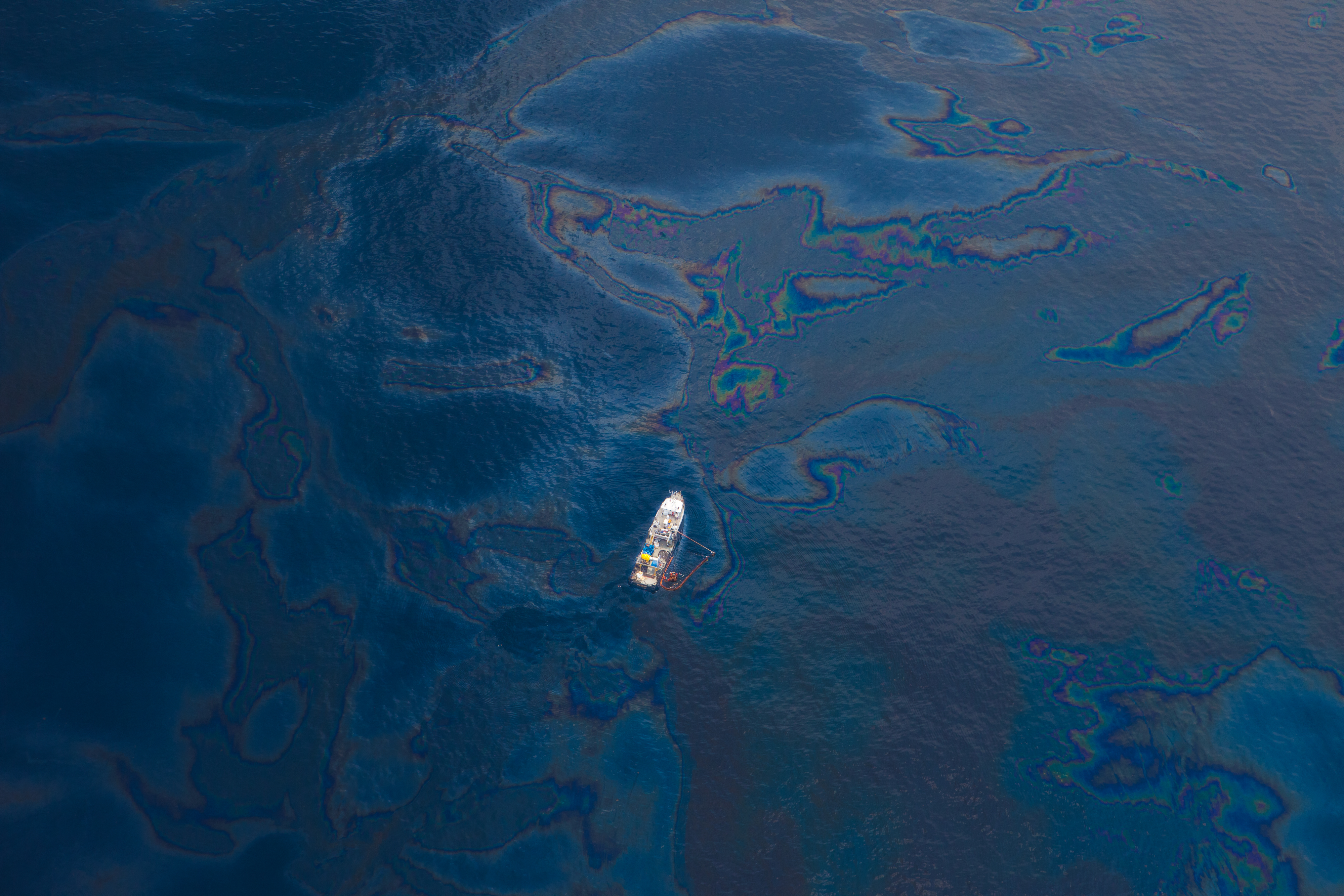
Vista aérea do derramamento de óleo do BP Deepwater Horizon em 2010.

### Poluição
Uma grande variedade de poluentes afeta negativamente a saúde da vida selvagem. Para alguns poluentes, a simples exposição é suficiente para causar danos (por exemplo, pesticidas). Para outros, é por meio da inalação (por exemplo, poluentes do ar) ou da ingestão (por exemplo, metais tóxicos). Os poluentes afetam espécies diferentes de maneiras diferentes, portanto, um poluente que é ruim para uma espécie pode não afetar outra.
- Poluentes atmosféricos: A maioria dos poluentes atmosféricos é proveniente da queima de combustíveis fósseis e de emissões industriais. Eles têm efeitos diretos e indiretos sobre a saúde da vida selvagem e de seus ecossistemas. Por exemplo, altos níveis de óxidos de enxofre (SOx) podem danificar as plantas e prejudicar seu crescimento.[23] Os óxidos de enxofre também contribuem para a chuva ácida, prejudicando os ecossistemas terrestres e aquáticos. Outros poluentes atmosféricos, como smog, ozônio no nível do solo e material particulado, diminuem a qualidade do ar.
- Metais pesados: Metais pesados como arsênico, chumbo e mercúrio ocorrem naturalmente em níveis baixos no ambiente, mas quando ingeridos em altas doses, podem causar danos aos órgãos e câncer.[24] O grau de toxicidade depende do metal exato, da quantidade ingerida e do animal que o ingeriu. As atividades humanas, como mineração, fundição, queima de combustíveis fósseis e vários processos industriais, contribuíram para o aumento dos níveis de metais pesados no meio ambiente.
- Produtos químicos tóxicos: Há muitas fontes de poluição química tóxica, incluindo águas residuais industriais, derramamentos de óleo e pesticidas. Há uma grande variedade de produtos químicos tóxicos, portanto, há também uma grande variedade de efeitos negativos à saúde. Por exemplo, os pesticidas sintéticos e determinados produtos químicos industriais são poluentes orgânicos persistentes. Esses poluentes têm vida longa e podem causar câncer, distúrbios reprodutivos, problemas no sistema imunológico e no sistema nervoso.[25]

### Mudanças climáticas
Os seres humanos são responsáveis pelas mudanças climáticas atuais que estão alterando as condições ambientais da Terra. Ela está relacionada a algumas das ameaças à vida selvagem mencionadas anteriormente, como a destruição do habitat e a poluição. O aumento das temperaturas, o derretimento das camadas de gelo, as mudanças nos padrões de precipitação, as secas severas, as ondas de calor mais frequentes, a intensificação das tempestades, a acidificação oceânica e o aumento do nível do mar são alguns dos efeitos das mudanças climáticas. Fenômenos como secas, incêndios florestais, ondas de calor, tempestades intensas, acidificação oceânica e aumento do nível do mar levam diretamente à destruição do habitat. Por exemplo, observou-se que as estações secas mais longas, as primaveras mais quentes e o solo seco aumentam a duração da temporada de incêndios florestais em florestas, arbustos e pastagens. O aumento da gravidade e da longevidade dos incêndios florestais pode destruir completamente ecossistemas inteiros, fazendo com que levem décadas para se recuperar totalmente. Os incêndios florestais são um excelente exemplo do efeito negativo direto que as mudanças climáticas tem sobre a vida selvagem e os ecossistemas. Enquanto isso, o aquecimento global, a flutuação da precipitação e a mudança dos padrões meteorológicos afetarão a distribuição das espécies. De modo geral, os efeitos das mudanças climáticas aumentam o estresse sobre os ecossistemas, e as espécies incapazes de lidar com as condições em rápida mudança serão extintas. Embora as mudanças climáticas modernas sejam causadas pelos seres humanos, os eventos de mudanças climáticas do passado ocorreram naturalmente e levaram a extinções.

### Comércio ilegal de animais silvestres
O comércio ilegal de vida selvagem é o comércio ilegal de plantas e animais silvestres. Esse comércio ilegal tem um valor estimado de 7 a 23 bilhões de dólares e um comércio anual de cerca de 100 milhões de plantas e animais. Em 2021, descobriu-se que esse comércio causou um declínio de 60% na abundância de espécies e de 80% para espécies ameaçadas de extinção.
Esse comércio pode ser devastador tanto para os seres humanos quanto para os animais. Ele tem a capacidade de disseminar doenças zoonóticas para os seres humanos, além de contribuir para a extinção local. Os agentes patogênicos para os seres humanos podem ser transmitidos por meio de pequenos animais vetores, como carrapatos, ou pela ingestão de alimentos e água. A extinção pode ser causada pela introdução de espécies não nativas que se tornam invasoras. Um exemplo de como isso pode ocorrer é por meio da fauna acompanhante, pois essas novas espécies superam as espécies nativas e assumem o controle, causando, portanto, a extinção local ou global de uma espécie.
Devido ao fato de os animais mais aptos da espécie estarem sendo caçados ou retirados da natureza, os organismos menos aptos se acasalarão, causando menos aptidão nas gerações futuras. Além de diminuir a aptidão das espécies e, portanto, colocá-las em risco, o comércio ilegal de animais silvestres tem custos ecológicos. O equilíbrio da proporção entre os sexos pode ser alterado ou as taxas de reprodução podem ser reduzidas, o que pode ser prejudicial para espécies vulneráveis. A recuperação dessas populações pode levar mais tempo devido ao fato de as taxas de reprodução serem mais lentas.
O comércio de animais silvestres também causa problemas para os recursos naturais que as pessoas usam em sua vida cotidiana. O ecoturismo é a forma pela qual algumas pessoas trazem dinheiro para suas casas e, com o esgotamento da vida selvagem, isso pode ser um fator de perda de empregos.
O comércio ilegal de animais selvagens também se tornou normalizado por meio de vários meios de comunicação social. Há contas do TikTok que se tornaram virais por sua representação de animais de estimação exóticos, como várias espécies de macacos e pássaros. Essas contas mostram o lado fofo e divertido de ter animais de estimação exóticos e, portanto, incentivam indiretamente o comércio ilegal de animais selvagens. Em 30 de março de 2021, o TikTok se uniu à Coalition to End Wildlife Trafficking Online. Eles, juntamente com outras grandes empresas de mídia social, trabalham para proteger as espécies do comércio on-line ilegal e prejudicial. Pesquisas demonstraram que o aprendizado de máquina pode filtrar as postagens de mídia social para identificar indícios de comércio ilegal de vida selvagem. Esse sistema de filtragem é capaz de pesquisar palavras-chave, imagens e frases que indiquem o comércio ilegal de animais silvestres e denunciá-lo.

## Conservação das espécies
Estima-se que, devido às atividades humanas, as atuais taxas de extinção de espécies sejam cerca de 1.000 vezes maiores do que a taxa de extinção de fundo (a taxa de extinção “normal” que ocorre sem influência adicional). De acordo com a IUCN, de todas as espécies avaliadas, mais de 42.100 estão em risco de extinção e devem ser conservadas. Dessas, 25% são mamíferos, 14% são aves e 40% são anfíbios. No entanto, como nem todas as espécies foram avaliadas, esses números podem ser ainda maiores. Um relatório da ONU de 2019 que avaliou a biodiversidade global extrapolou os dados da IUCN para todas as espécies e estimou que 1 milhão de espécies em todo o mundo poderiam ser extintas. A conservação de uma espécie selecionada geralmente é priorizada com base em vários fatores que incluem valor econômico e ecológico significativo, bem como conveniência ou atratividade. No entanto, como os recursos são limitados, às vezes não é possível dar a devida consideração a todas as espécies que precisam de conservação.
O problema das espécies que ocorre em alguns casos devido à hibridização natural, espécies crípticas, e a evolução natural das espécies podem ser representadas para a conservação das espécies por diferentes abordagens, como abordagens de espécies multicritério, subespécies, unidades evolutivamente significativas, segmentos populacionais distintos ou continuum espécie-população.

### Tartaruga-de-couro

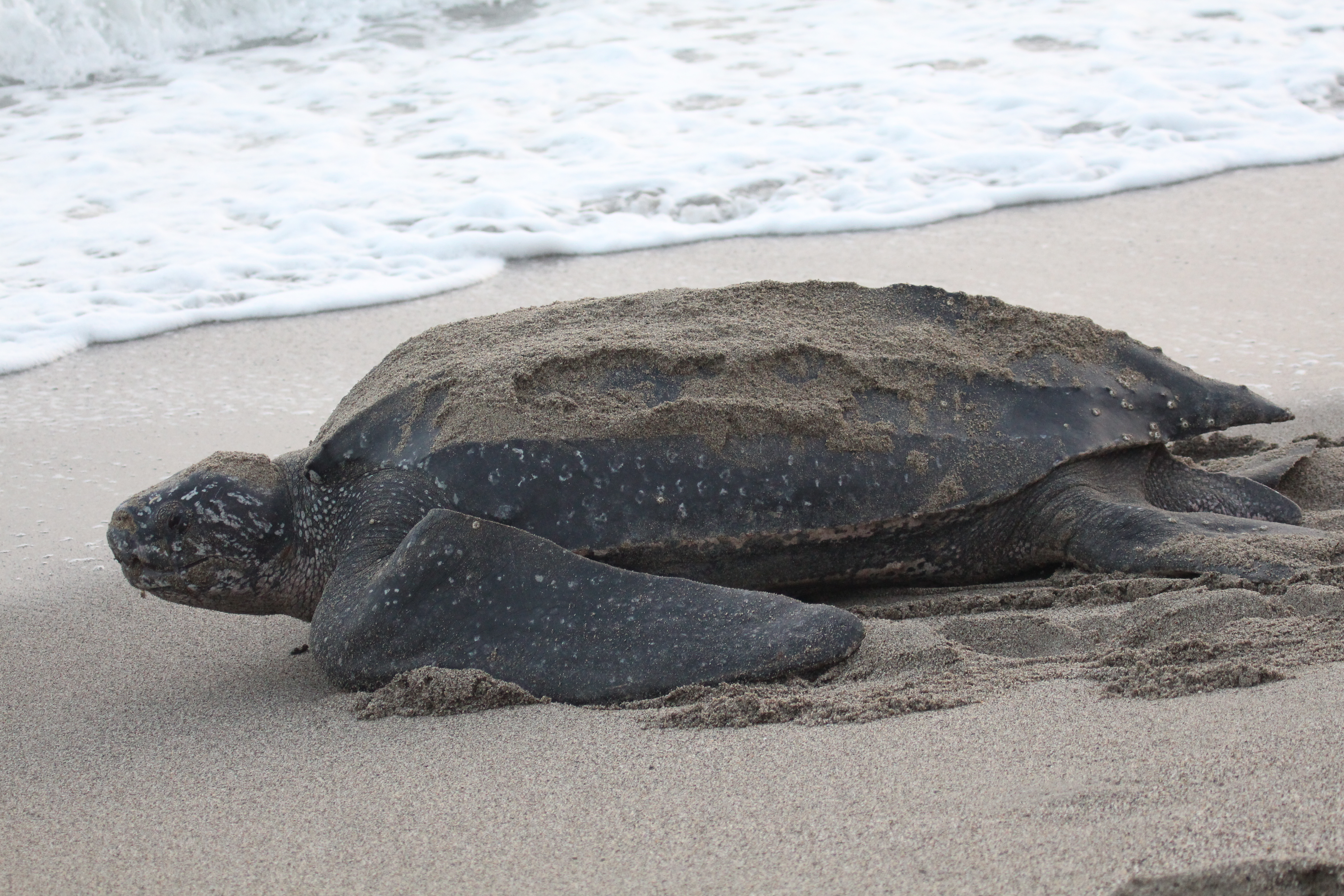
Tartaruga-de-couro (Dermochelys coriacea).

A tartaruga-de-couro (Dermochelys coriacea) é a maior tartaruga do mundo, é a única tartaruga sem carapaça dura e está ameaçada de extinção. Ela é encontrada em toda a região central dos oceanos Pacífico e Atlântico, mas várias de suas populações estão em declínio em todo o mundo (embora não todas). A tartaruga-de-couro enfrenta inúmeras ameaças, incluindo a captura acessória, a coleta de seus ovos, a perda de habitats de nidificação e a poluição marinha. Nos EUA, onde a tartaruga-de-couro está listada na Endangered Species Act, as medidas para protegê-la incluem a redução das capturas acessórias por meio de modificações nas artes de pesca, o monitoramento e a proteção de seu habitat (tanto nas praias de nidificação quanto no oceano) e a redução dos danos causados pela poluição marinha. Atualmente, há um esforço internacional para proteger a tartaruga-de-couro.

## Conservação do habitat

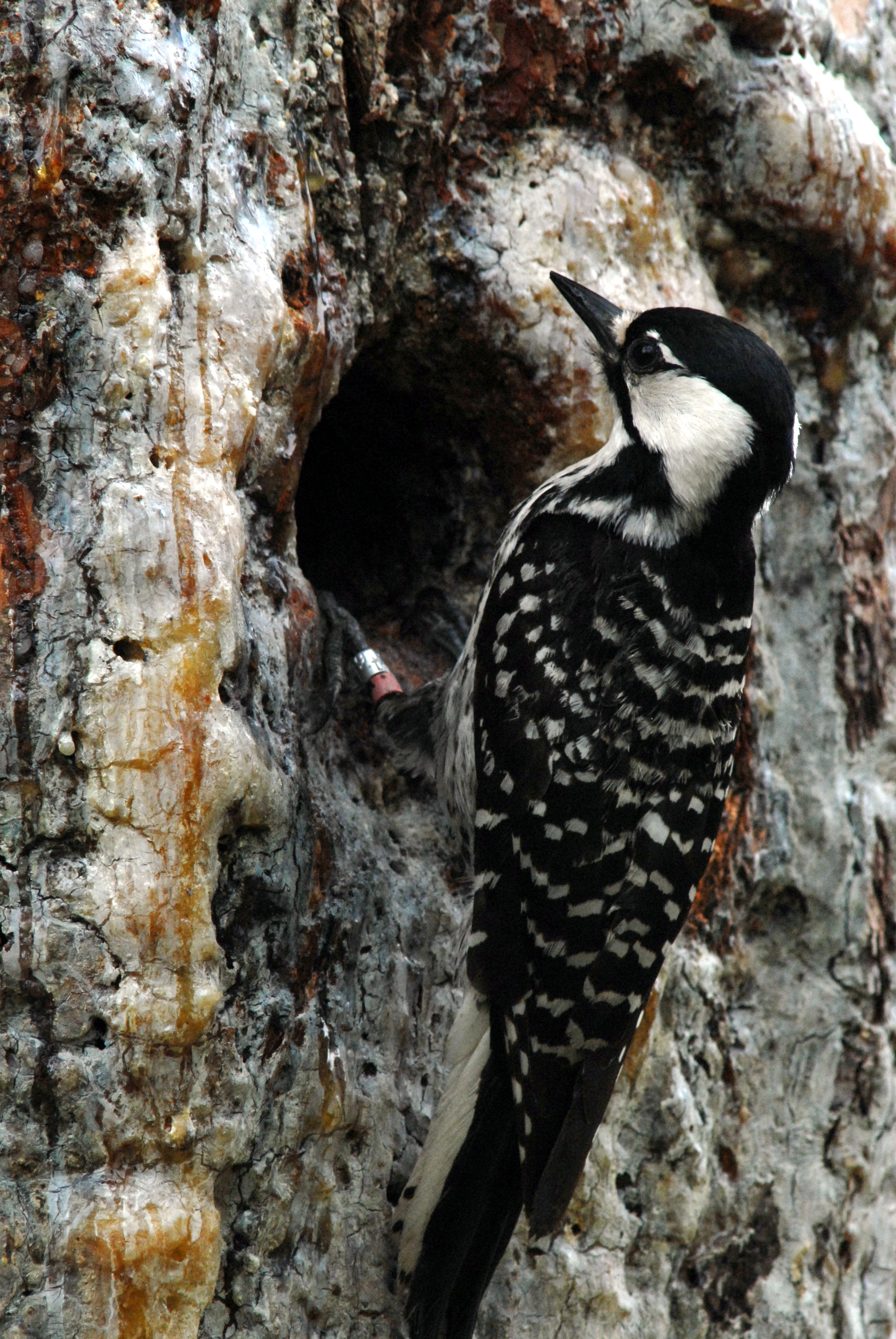
Pica-pau-de-faces-brancas (Picoides borealis).

A conservação do habitat [en] é a prática de proteger um habitat a fim de proteger as espécies dentro dele. Às vezes, isso é preferível a se concentrar em uma única espécie, especialmente se a espécie em questão tiver requisitos de habitat muito específicos ou viver em um habitat com muitas outras espécies ameaçadas de extinção. Esse último caso é geralmente verdadeiro para espécies que vivem em hotspots de biodiversidade, que são áreas do mundo com uma concentração excepcionalmente alta de espécies endêmicas (espécies não encontradas em nenhum outro lugar do mundo). Muitos desses hotspots estão nos trópicos, principalmente em florestas tropicais como a Amazônia. A conservação do habitat geralmente é realizada por meio da criação de áreas protegidas, como parques nacionais ou reservas naturais. Mesmo quando uma área não é transformada em um parque ou reserva, ela ainda pode ser monitorada e mantida.

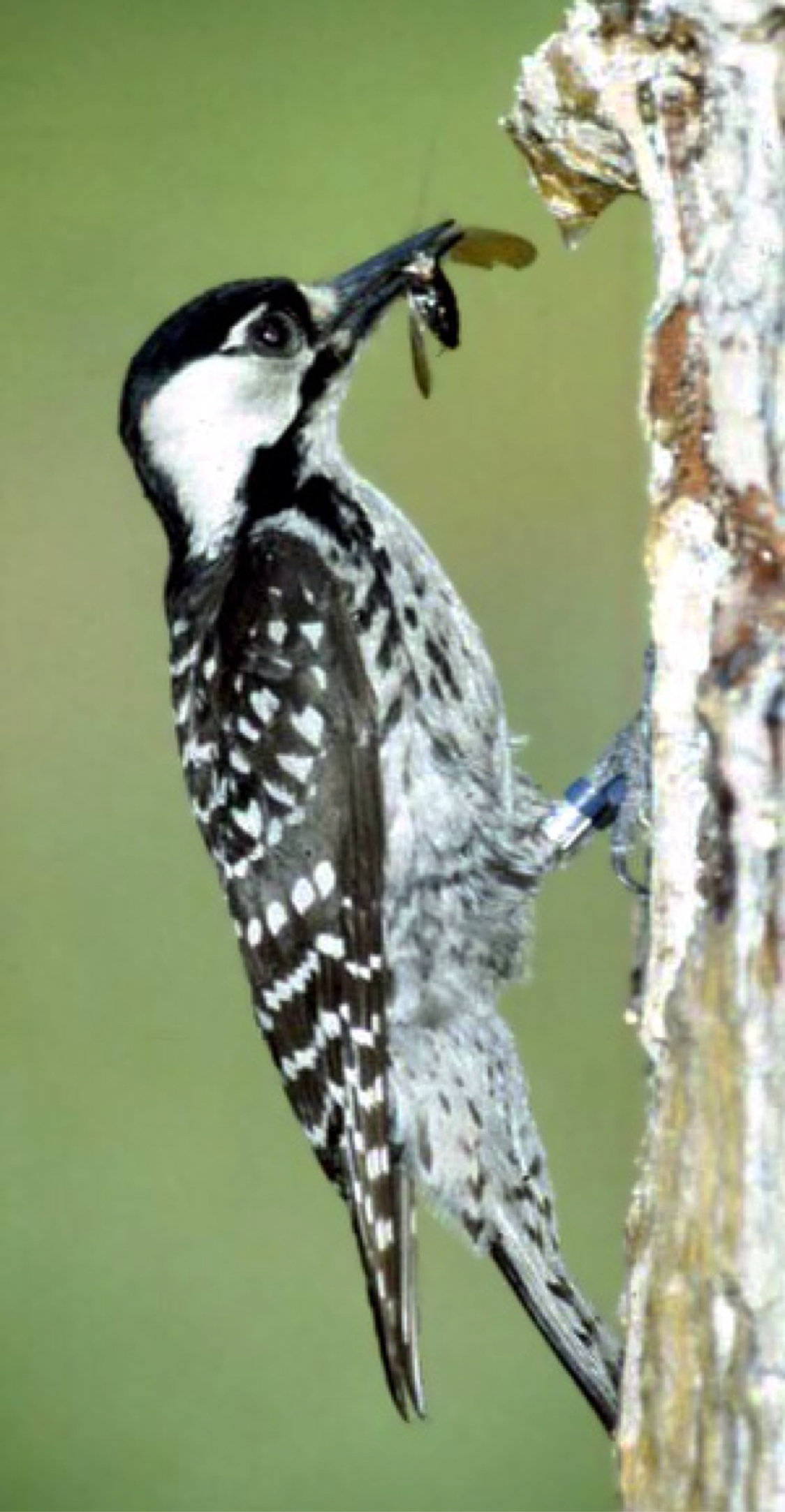
Pica-pau-de-faces-brancas (Picoides borealis).

### Pica-pau-de-faces-brancas
O pica-pau-de-faces-brancas (Picoides borealis) é uma ave ameaçada de extinção no sudeste dos EUA. Ele vive apenas em savanas de pinheiros, que são mantidas por incêndios florestais em florestas de pinheiros maduros. Atualmente, é um habitat raro (já que os incêndios se tornaram raros e muitas florestas de pinheiros foram derrubadas para a agricultura) e é comumente encontrado em terras ocupadas por bases militares dos EUA, onde as florestas de pinheiros são mantidas para fins de treinamento militar e bombardeios ocasionais (também para treinamento) provocam incêndios que mantêm as savanas de pinheiros. Os pica-paus vivem em cavidades de árvores que escavam no tronco. Em um esforço para aumentar o número de pica-paus, foram instaladas cavidades artificiais (essencialmente casas de pássaros plantadas dentro dos troncos das árvores) para dar aos pica-paus um lugar para viver. Os militares e os trabalhadores dos EUA estão se esforçando ativamente para manter esse habitat raro usado pelos pica-paus-de-faces-brancas.

## Genética para conservação

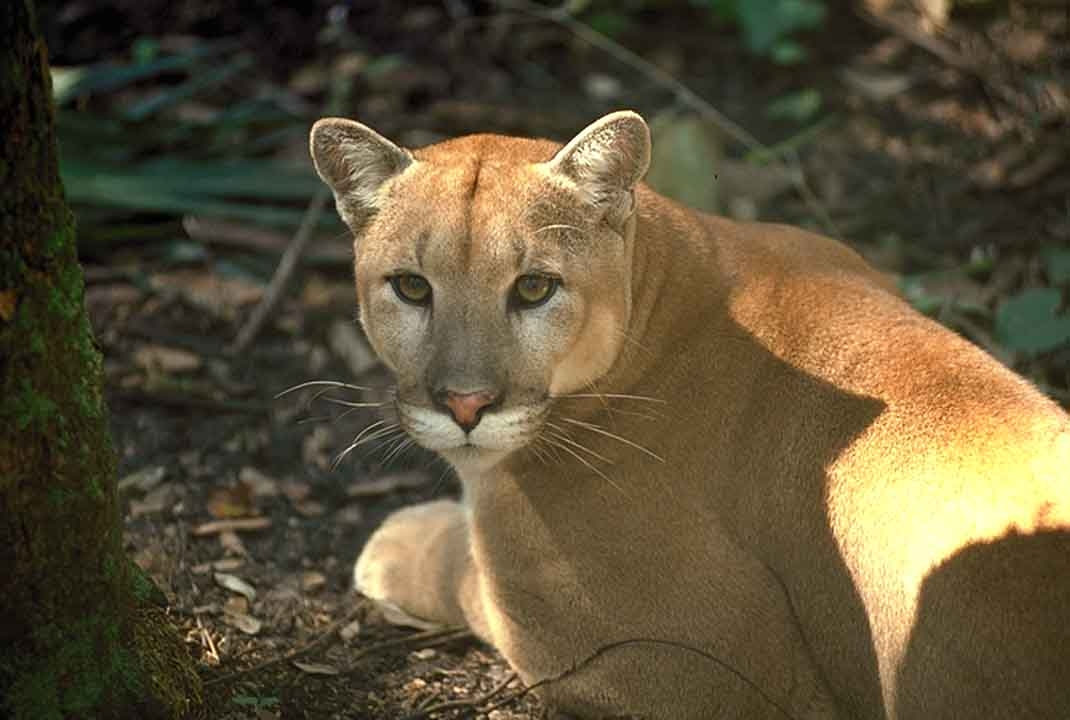
Pantera-da-Flórida (Puma concolor coryi).

A genética para conservação estuda os fenômenos genéticos que afetam a conservação de uma espécie. A maioria dos esforços de conservação concentra-se no gerenciamento do tamanho da população, mas a conservação da diversidade genética também costuma ser uma alta prioridade. A alta diversidade genética aumenta a sobrevivência porque significa maior capacidade de adaptação a futuras mudanças ambientais. Enquanto isso, os efeitos associados à baixa diversidade genética, como a depressão de consanguinidade e a perda de diversidade por deriva genética, geralmente diminuem a sobrevivência da espécie ao reduzir a capacidade de adaptação da espécie ou ao aumentar a frequência de problemas genéticos. Embora nem sempre seja o caso, algumas espécies estão ameaçadas por terem uma diversidade genética muito baixa. Dessa forma, a melhor ação de conservação seria restaurar sua diversidade genética.

### Pantera-da-Flórida
A pantera-da-Flórida é uma subespécie de puma (especificamente Puma concolor coryi) que vive no estado da Flórida e atualmente está ameaçada de extinção. Historicamente, a área de distribuição da pantera-da-Flórida abrangia todo o sudeste dos EUA. No início da década de 1990, restava apenas uma única população com 20 a 25 indivíduos. A população tinha uma diversidade genética muito baixa, era altamente consanguínea e sofria de vários problemas genéticos, incluindo caudas dobradas, defeitos cardíacos e baixa fertilidade. Em 1995, oito pumas fêmeas do Texas foram introduzidas na população da Flórida. O objetivo era aumentar a diversidade genética com a introdução de genes de uma população de pumas diferente e não relacionada. Até 2007, a população de panteras da Flórida havia triplicado e a prole entre indivíduos da Flórida e do Texas tinha maior fertilidade e menos problemas genéticos. Em 2015, o United States Fish and Wildlife Service estimou que havia 230 panteras adultas e, em 2017, havia sinais de que o alcance da população estava se expandindo na Flórida.

## Métodos de conservação

### Monitoramento da vida selvagem

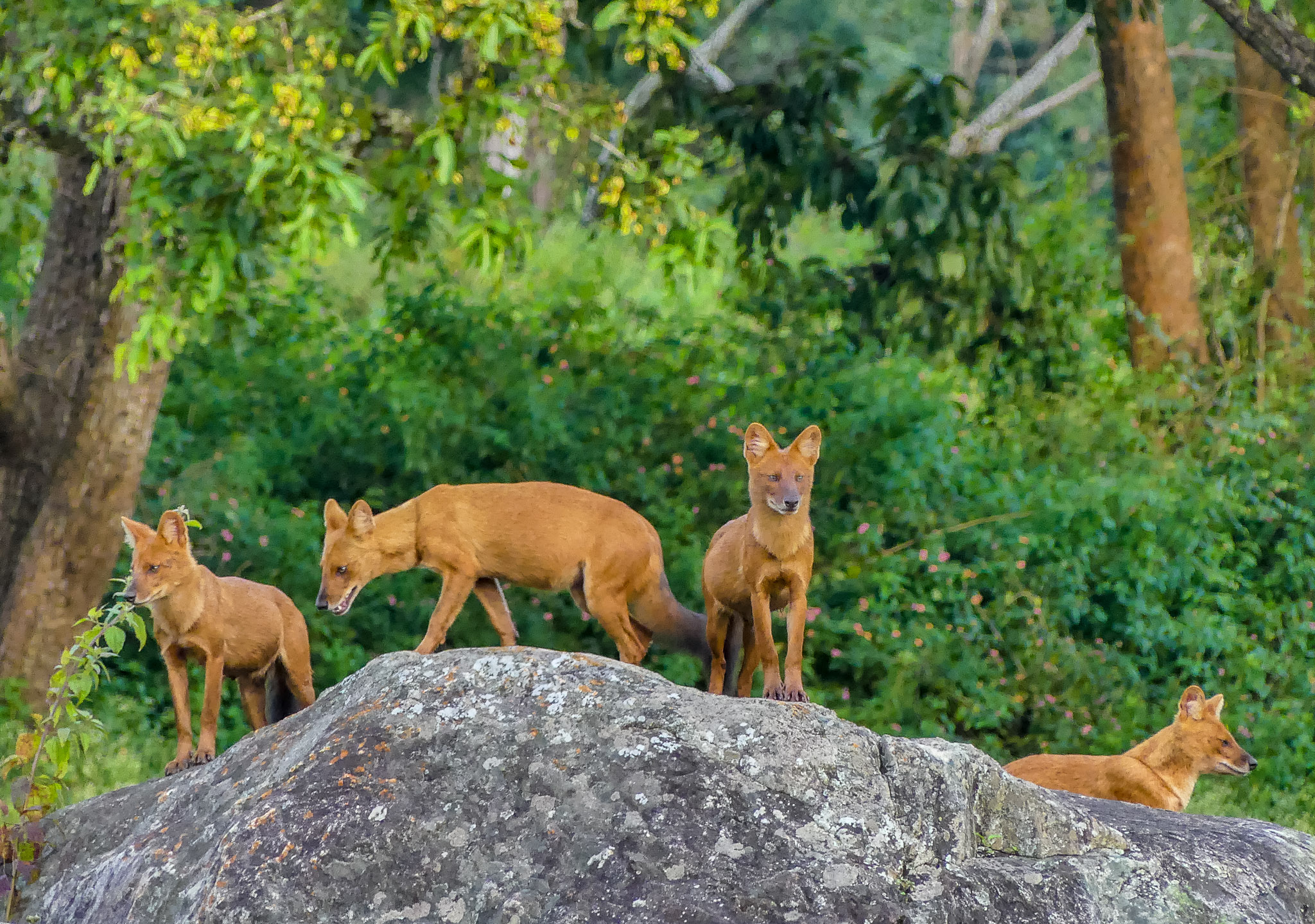
O monitoramento não invasivo do cão-selvagem-asiático é fundamental para o conhecimento de seu status de conservação.

O monitoramento das populações de animais silvestres é uma parte importante da conservação, pois permite que os gerentes coletem informações sobre o status das espécies ameaçadas e meçam a eficácia das estratégias de gerenciamento. O monitoramento pode ser local, regional ou em toda a área de distribuição e pode incluir uma ou várias populações distintas. As métricas comumente coletadas durante o monitoramento incluem números populacionais, distribuição geográfica e diversidade genética, embora muitas outras métricas possam ser usadas.
Os métodos de monitoramento podem ser classificados como “diretos” ou “indiretos”. Os métodos diretos dependem de ver ou ouvir diretamente os animais, enquanto os métodos indiretos dependem de “sinais” que indicam que os animais estão presentes. Para vertebrados terrestres, os métodos comuns de monitoramento direto incluem observação direta, método captura-recaptura, transectos e levantamentos de parcelas variáveis. Os métodos indiretos incluem estações de rastreamento, contagens fecais, remoção de alimentos, contagens de abertura de tocas abertas ou fechadas, contagens de tocas, contagens de fuga, rastros de neve ou respostas a chamadas de áudio.
Para vertebrados terrestres grandes, um método popular é usar armadilhas fotográficas para estimar a população juntamente com técnicas de captura-recaptura. Esse método tem sido usado com sucesso com tigres, ursos negros e várias outras espécies. As câmeras de trilha podem ser acionadas remota e automaticamente por meio de som, sensores infravermelhos etc. Os métodos de reidentificação individual de animais baseados em visão computacional foram desenvolvidos para automatizar esses cálculos de visão-revisão. Os métodos de captura-recaptura também são usados com dados genéticos de amostras não invasivas de pelos ou fezes. Essas informações podem ser analisadas independentemente ou em conjunto com métodos fotográficos para obter um quadro mais completo da viabilidade da população.
Ao projetar uma estratégia de monitoramento da vida selvagem, é importante minimizar os danos ao animal e implementar os princípios dos 3Rs (Replacement, Reduction, Refinement). Na pesquisa da vida selvagem, isso pode ser feito por meio do uso de métodos não invasivos, do compartilhamento de amostras e dados com outros grupos de pesquisa ou da otimização de armadilhas para evitar ferimentos.

### Administração de vacinas
A distribuição de vacinas para animais selvagens que são particularmente vulneráveis é útil na conservação para evitar ou desacelerar o declínio extremo da população de uma espécie devido a uma doença e também para diminuir o risco de uma disseminação zoonótica para os seres humanos. Um patógeno que nunca tenha sido exposto ao caminho evolutivo de uma espécie específica pode ter impactos prejudiciais sobre a população. Na maioria dos casos, esses riscos aumentam em conjunto com outros fatores de estresse antropogênicos, como as mudanças climáticas ou a perda de habitat, que acabam levando uma população à extinção sem intervenção humana. Os métodos de vacinação variam de acordo com a extensão e a eficiência da limitação da transmissão da doença e podem ser aplicados por via oral, tópica, nasal ou injetados por via subcutânea ou intramuscular. Os esforços de conservação relacionados à vacinação geralmente servem apenas ao propósito de evitar a extinção relacionada à doença. Em vez de limpar completamente a população do patógeno, as taxas de infecção são limitadas a uma porcentagem menor da população.

#### Estudo de caso: lobo-etíope

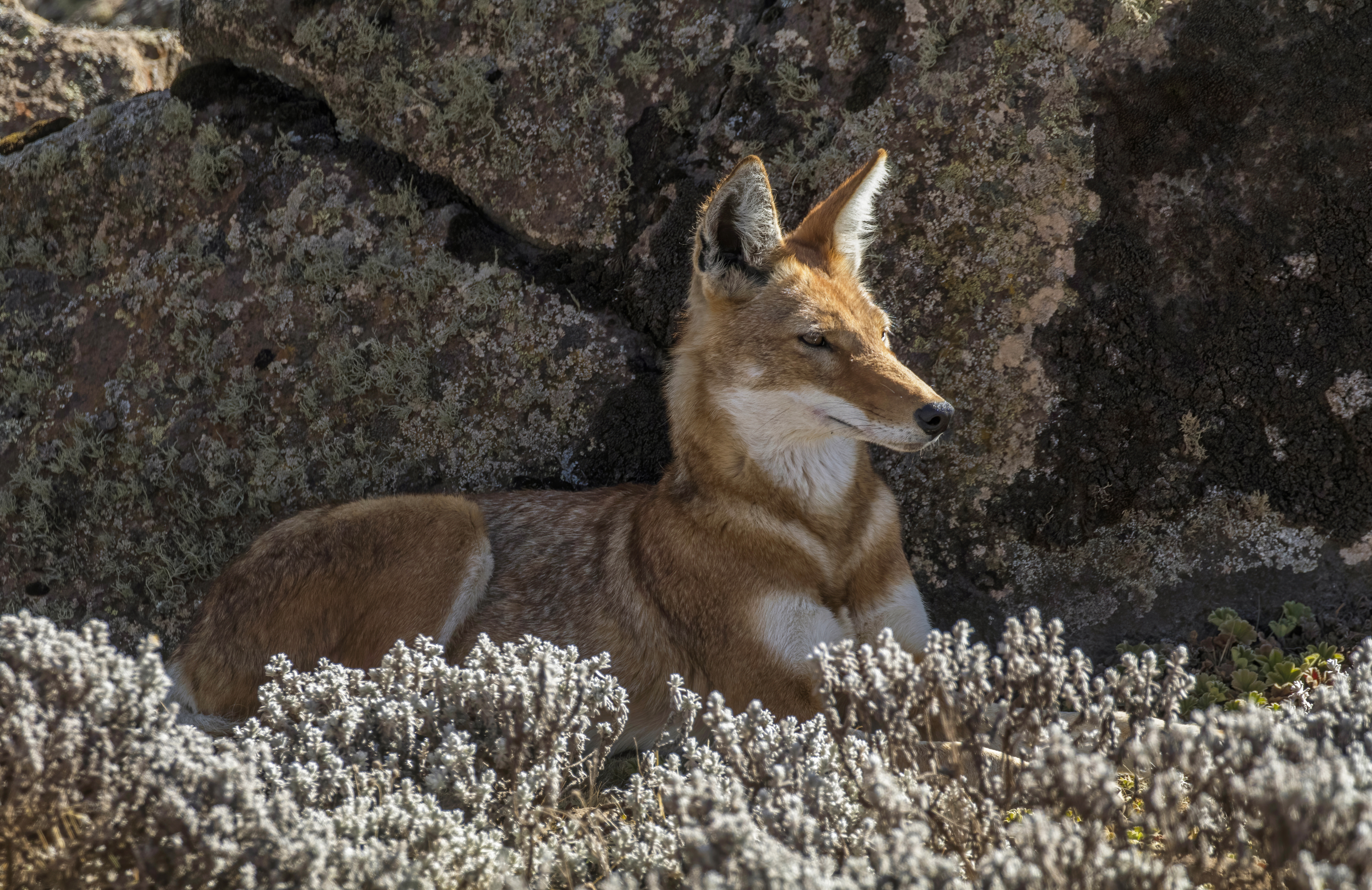
Lobo-etíope (Canis simensis citernii).

O lobo-etíope (Canis simensis), um canídeo nativo da Etiópia, é uma espécie ameaçada de extinção, com menos de 440 lobos remanescentes na natureza. Esses lobos são expostos principalmente ao vírus da raiva por cães domésticos e estão enfrentando declínios populacionais extremos, especialmente na região sul da Etiópia, nas Montanhas Bale. Para combater isso, vacinas orais são administradas a esses lobos dentro de iscas favoráveis que são amplamente distribuídas em seus territórios. Os lobos consomem a isca e, com ela, ingerem a vacina, desenvolvendo imunidade à raiva, pois os anticorpos são produzidos em níveis significativos. Os lobos dessas matilhas que não ingeriram a vacina serão protegidos pela imunidade de rebanho, pois menos lobos são expostos ao vírus. Com vacinações periódicas contínuas, os conservacionistas poderão gastar mais recursos em esforços proativos adicionais para ajudar a evitar sua extinção.

## Envolvimento governamental
Nos Estados Unidos, o Endangered Species Act de 1973 foi aprovado para proteger as espécies americanas consideradas em perigo de extinção. A preocupação na época era que o país estava perdendo espécies importantes do ponto de vista científico, cultural e educacional. No mesmo ano, a Convenção sobre o Comércio Internacional das Espécies Silvestres Ameaçadas de Extinção (CITES) foi aprovada como parte de um acordo internacional para impedir o comércio global de animais selvagens ameaçados de extinção. Em 1980, a Estratégia Mundial de Conservação foi desenvolvida pela IUCN com a ajuda do Programa Ambiental das Nações Unidas, do Fundo Mundial para a Natureza, da Organização das Nações Unidas para Alimentação e Agricultura e da UNESCO. Seu objetivo era promover a conservação de recursos vivos importantes para os seres humanos. Em 1992, a Convenção sobre Diversidade Biológica foi acordada na Conferência das Nações Unidas sobre Meio Ambiente e Desenvolvimento (geralmente chamada de Cúpula da Terra do Rio) como um acordo internacional para proteger os recursos biológicos e a diversidade da Terra.
De acordo com a National Wildlife Federation, a conservação da vida selvagem nos EUA obtém a maior parte de seu financiamento por meio de dotações do orçamento federal, subsídios anuais federais e estaduais e esforços financeiros de programas como o Conservation Reserve Program (Programa de Reserva de Conservação), Wetlands Reserve Program (Programa de Reserva de Zonas Úmidas) e Wildlife Habitat Incentives Program (Programa de Incentivo ao Habitat da Vida Selvagem). Uma quantidade substancial de financiamento vem da venda de licenças de caça/pesca, etiquetas de caça, selos e impostos especiais de consumo da compra de equipamentos de caça e munição.
O Endangered Species Act é uma lista continuamente atualizada que mantém em dia as espécies que estão em perigo ou ameaçadas. Juntamente com a atualização da lista, o Endangered Species Act também busca implementar ações para proteger as espécies em sua lista. Além disso, também relaciona as espécies que a lei recuperou. Estima-se que a lei tenha evitado a extinção de cerca de 291 espécies, como águias-de-cabeça-branca e baleias-jubarte, desde sua implementação por meio de seus diferentes planos de recuperação e da proteção que oferece a essas espécies ameaçadas.

## Envolvimento não governamental
No final da década de 1980, como o público ficou insatisfeito com os esforços de conservação ambiental do governo, as pessoas começaram a apoiar os esforços de conservação do setor privado, que incluíam várias organizações não governamentais (ONGs). Vendo esse aumento no apoio às ONGs, o Congresso dos EUA fez emendas à Lei de Assistência Estrangeira em 1979 e 1986 “destinando fundos da Agência dos EUA para o Desenvolvimento Internacional (USAID) para [biodiversidade]”. De 1990 até hoje, as ONGs de conservação ambiental têm se concentrado cada vez mais no impacto político e econômico dos fundos da USAID destinados à preservação do meio ambiente e de seus recursos naturais. Após os ataques de 11 de setembro de 2001 e o início da Guerra ao Terror do ex-presidente Bush, manter e melhorar a qualidade do meio ambiente e de seus recursos naturais tornou-se uma “prioridade” para “evitar tensões internacionais”, de acordo com a Legislação sobre Relações Exteriores até 2002 e a seção 117 da Lei de Assistência Externa de 1961.

### Organizações não governamentais
Muitas ONGs existem para promover ativamente ou se envolver com a conservação da vida selvagem:
- The Nature Conservancy[76]
- World Wide Fund for Nature (WWF)[77]
- Conservation International
- Fauna and Flora International [en]
- WildTeam [en]
- Wildlife Conservation Society
- National Audubon Society
- Traffic [en]
- Born Free Foundation [en]
- African Wildlife Defence Force [en]
- Save Cambodia's Wildlife [en]
- WildEarth Guardians [en]
- Sociedade Zoológica de Londres[78]